# Saranhão
A Trigona truculenta, também chamada de saranhão ou mombuca brava (em alguns lugares também é chamada de Saranhó, mas este nome é mais associado a Trigona fuscipennis), é uma abelha social da subfamília dos meliponíneos, de ampla distribuição no Brasil. É a maior abelha em tamanho desta subfamília.
Apresenta cabeça, tórax e abdômen pretos. Mede até 17 milímetros de comprimento. Constrói ninhos em grandes ocos em árvores na natureza, mas é capaz de fazer ninhos externos. A entrada do ninho tem o formato de uma boca meio aberta com 10 centímetros de largura, com enfeites de tonalidade, em geral, do rosa ao vermelho, se assemelhando ainda mais com uma boca.
Extremamente defensiva, tem mandíbulas extremamente fortes que machucam, rasgam e causam bastante dor, por isto seu nome científico possui a palavra "truculenta", o que faz com que seu manejo seja impossível sem EPI adequado.

## Taxonomia e filogenia
A saranhão é um membro da ordem Hymenoptera, que é uma das quatro maiores ordens de insetos. É da família Apidae, que é composta de abelhas, e a subfamília é o Apinae, que são abelhas com cesta de pólen . Junto com outras espécies na tribo Meliponini, Trigona truculenta é uma abelha eussocial sem ferrão pertencente do gênero Trigona. Existem cerca de 500 espécies conhecidas nesta tribo, a maioria dos quais estão localizados nos neotrópicos.

## Risco de extinção
A saranhão, por seu comportamento extremamente defensivo, tem sido sistematicamente destruída no Brasil. Complica ainda mais o fato de que, apesar dela poder fazer ninho externo, ela prefere grandes ocos de grandes árvores para construí-los, só que com a destruição do meio ambiente com a consequente derrubada destas grandes árvores diminuem os lugares onde pode fazer seus ninhos. Há meliponicultores tentando salvar e criar estas abelhas para evitar sua extinção.

## Características
Além do fato de ser a maior abelha da tribo meliponini e estar, também, entre as de maiores colônias, seu ninho possui diversas rainhas que possuem seus "favos territórios". Suas caixas em tipo racional modelo INPA são as maiores conhecidas para abelhas sem ferrão, com medidas internas para ninho e sobreninho com tamanho por volta de 40x40x15 centímetros, podendo ser utilizados vários sobreninhos para atender a necessidade de espaço que ela precisa. A melgueira pode ter o mesmo tamanho do ninho. A caixa do tipo racional alcança, sem dificuldades, 1 metro de altura, considerando os vários módulos que o enxame necessita. Ela rapidamente ocupa o interior da caixa e começa a criar um novo enxame do lado de fora da caixa (ninho externo), o que já torna possível fazer uma divisão assim que a nova rainha começar a postura de ovos, não sendo necessário mexer nos módulos para isto. Também tem sido usada como opção mais em conta caixa de abelhas Apis melifera para acomodá-las, colocando quantas caixas forem necessárias. De acordo com meliponicultores que estão tentando criá-la, ela fica domesticável com o tempo, se tornando menos agressiva e mais tolerante com o manejo.

## Produção de mel e outros produtos
Devido ao seu enxame numeroso e ninho gigantesco, entre os maiores das abelhas do gênero Meliponini, possuindo colônias por volta de 80 mil abelhas, a saranhão tem despertado o interesse dos meliponicultores não só pela preservação e polinização das espécies na natureza, mas também para produção de mel, pólen, própolis e outros produtos, apesar da difícil tarefa que é manter este enxame e fazer sua manutenção.